# 顧逢
顧逢（？—？），字郡際，號梅山樵叟，吳郡（今江蘇蘇州）人，宋代詩人。
學詩於周弼，擅長五言詩，與陳瀧、湯仲友、高常齊名，有蘇臺四妙之稱。其居室稱為“五字田家”。有《船窗夜話》、《負暄雜錄》、《詩集》傳世。